# Промоција пешака
Промоција, односно претварање пешака у фигуру је потез у шаху.
Овим потезом врши се претварање пешака у даму, топа, ловца или скакача. Промоција се врши у оквиру истог потеза — пешак мора бити замењен неком од фигура исте боје. Код извођења нове фигуре није важно шта играч каже (нпр. „Дама!“), или шта напише у формулар (нпр. е8Д), већ само шта стварно одигра. Ако је промовисао даму и затим окрене топа наопако, шаховски судија ће то сматрати „недозвољеном акцијом“ која се санкционише, а у брзопотезном шаху, судија може тог играча и контумацирати. Судија треба да при руци увек има резервну гарнитуру, како би на тражење играча могао заменити пешака.
Ако играч приликом промоције не додирне свог пешака и стави даму на излазно поље, то није правилно, јер истовремено на табли може бити само тај пешак и промовисана фигура. Потез није завршен када је играч одвојио руку од нове фигуре (јасно је да он више не може извести неку другу фигуру), пошто мора још да макне пешака са табле.

## Правилна промоција
Чак и најискуснији играчи умеју да погреше приликом промоције пешака у фигуру, поготово у временском теснацу (цајтноту). Овде је приказан пример правилне промоције, корак по корак.
|   | a                                                             | b                                                             | c                                                             | d                                                             | e                                                             | f                                                             | g                                                             | h                                                             |   |
| 8 | e8 black king · b7 white rook · c7 white pawn · d4 white king | e8 black king · b7 white rook · c7 white pawn · d4 white king | e8 black king · b7 white rook · c7 white pawn · d4 white king | e8 black king · b7 white rook · c7 white pawn · d4 white king | e8 black king · b7 white rook · c7 white pawn · d4 white king | e8 black king · b7 white rook · c7 white pawn · d4 white king | e8 black king · b7 white rook · c7 white pawn · d4 white king | e8 black king · b7 white rook · c7 white pawn · d4 white king | 8 |
| 7 | e8 black king · b7 white rook · c7 white pawn · d4 white king | e8 black king · b7 white rook · c7 white pawn · d4 white king | e8 black king · b7 white rook · c7 white pawn · d4 white king | e8 black king · b7 white rook · c7 white pawn · d4 white king | e8 black king · b7 white rook · c7 white pawn · d4 white king | e8 black king · b7 white rook · c7 white pawn · d4 white king | e8 black king · b7 white rook · c7 white pawn · d4 white king | e8 black king · b7 white rook · c7 white pawn · d4 white king | 7 |
| 6 | e8 black king · b7 white rook · c7 white pawn · d4 white king | e8 black king · b7 white rook · c7 white pawn · d4 white king | e8 black king · b7 white rook · c7 white pawn · d4 white king | e8 black king · b7 white rook · c7 white pawn · d4 white king | e8 black king · b7 white rook · c7 white pawn · d4 white king | e8 black king · b7 white rook · c7 white pawn · d4 white king | e8 black king · b7 white rook · c7 white pawn · d4 white king | e8 black king · b7 white rook · c7 white pawn · d4 white king | 6 |
| 5 | e8 black king · b7 white rook · c7 white pawn · d4 white king | e8 black king · b7 white rook · c7 white pawn · d4 white king | e8 black king · b7 white rook · c7 white pawn · d4 white king | e8 black king · b7 white rook · c7 white pawn · d4 white king | e8 black king · b7 white rook · c7 white pawn · d4 white king | e8 black king · b7 white rook · c7 white pawn · d4 white king | e8 black king · b7 white rook · c7 white pawn · d4 white king | e8 black king · b7 white rook · c7 white pawn · d4 white king | 5 |
| 4 | e8 black king · b7 white rook · c7 white pawn · d4 white king | e8 black king · b7 white rook · c7 white pawn · d4 white king | e8 black king · b7 white rook · c7 white pawn · d4 white king | e8 black king · b7 white rook · c7 white pawn · d4 white king | e8 black king · b7 white rook · c7 white pawn · d4 white king | e8 black king · b7 white rook · c7 white pawn · d4 white king | e8 black king · b7 white rook · c7 white pawn · d4 white king | e8 black king · b7 white rook · c7 white pawn · d4 white king | 4 |
| 3 | e8 black king · b7 white rook · c7 white pawn · d4 white king | e8 black king · b7 white rook · c7 white pawn · d4 white king | e8 black king · b7 white rook · c7 white pawn · d4 white king | e8 black king · b7 white rook · c7 white pawn · d4 white king | e8 black king · b7 white rook · c7 white pawn · d4 white king | e8 black king · b7 white rook · c7 white pawn · d4 white king | e8 black king · b7 white rook · c7 white pawn · d4 white king | e8 black king · b7 white rook · c7 white pawn · d4 white king | 3 |
| 2 | e8 black king · b7 white rook · c7 white pawn · d4 white king | e8 black king · b7 white rook · c7 white pawn · d4 white king | e8 black king · b7 white rook · c7 white pawn · d4 white king | e8 black king · b7 white rook · c7 white pawn · d4 white king | e8 black king · b7 white rook · c7 white pawn · d4 white king | e8 black king · b7 white rook · c7 white pawn · d4 white king | e8 black king · b7 white rook · c7 white pawn · d4 white king | e8 black king · b7 white rook · c7 white pawn · d4 white king | 2 |
| 1 | e8 black king · b7 white rook · c7 white pawn · d4 white king | e8 black king · b7 white rook · c7 white pawn · d4 white king | e8 black king · b7 white rook · c7 white pawn · d4 white king | e8 black king · b7 white rook · c7 white pawn · d4 white king | e8 black king · b7 white rook · c7 white pawn · d4 white king | e8 black king · b7 white rook · c7 white pawn · d4 white king | e8 black king · b7 white rook · c7 white pawn · d4 white king | e8 black king · b7 white rook · c7 white pawn · d4 white king | 1 |
|   | a                                                             | b                                                             | c                                                             | d                                                             | e                                                             | f                                                             | g                                                             | h                                                             |   |

|   | a                                                             | b                                                             | c                                                             | d                                                             | e                                                             | f                                                             | g                                                             | h                                                             |   |
| 8 | c8 white pawn · e8 black king · b7 white rook · d4 white king | c8 white pawn · e8 black king · b7 white rook · d4 white king | c8 white pawn · e8 black king · b7 white rook · d4 white king | c8 white pawn · e8 black king · b7 white rook · d4 white king | c8 white pawn · e8 black king · b7 white rook · d4 white king | c8 white pawn · e8 black king · b7 white rook · d4 white king | c8 white pawn · e8 black king · b7 white rook · d4 white king | c8 white pawn · e8 black king · b7 white rook · d4 white king | 8 |
| 7 | c8 white pawn · e8 black king · b7 white rook · d4 white king | c8 white pawn · e8 black king · b7 white rook · d4 white king | c8 white pawn · e8 black king · b7 white rook · d4 white king | c8 white pawn · e8 black king · b7 white rook · d4 white king | c8 white pawn · e8 black king · b7 white rook · d4 white king | c8 white pawn · e8 black king · b7 white rook · d4 white king | c8 white pawn · e8 black king · b7 white rook · d4 white king | c8 white pawn · e8 black king · b7 white rook · d4 white king | 7 |
| 6 | c8 white pawn · e8 black king · b7 white rook · d4 white king | c8 white pawn · e8 black king · b7 white rook · d4 white king | c8 white pawn · e8 black king · b7 white rook · d4 white king | c8 white pawn · e8 black king · b7 white rook · d4 white king | c8 white pawn · e8 black king · b7 white rook · d4 white king | c8 white pawn · e8 black king · b7 white rook · d4 white king | c8 white pawn · e8 black king · b7 white rook · d4 white king | c8 white pawn · e8 black king · b7 white rook · d4 white king | 6 |
| 5 | c8 white pawn · e8 black king · b7 white rook · d4 white king | c8 white pawn · e8 black king · b7 white rook · d4 white king | c8 white pawn · e8 black king · b7 white rook · d4 white king | c8 white pawn · e8 black king · b7 white rook · d4 white king | c8 white pawn · e8 black king · b7 white rook · d4 white king | c8 white pawn · e8 black king · b7 white rook · d4 white king | c8 white pawn · e8 black king · b7 white rook · d4 white king | c8 white pawn · e8 black king · b7 white rook · d4 white king | 5 |
| 4 | c8 white pawn · e8 black king · b7 white rook · d4 white king | c8 white pawn · e8 black king · b7 white rook · d4 white king | c8 white pawn · e8 black king · b7 white rook · d4 white king | c8 white pawn · e8 black king · b7 white rook · d4 white king | c8 white pawn · e8 black king · b7 white rook · d4 white king | c8 white pawn · e8 black king · b7 white rook · d4 white king | c8 white pawn · e8 black king · b7 white rook · d4 white king | c8 white pawn · e8 black king · b7 white rook · d4 white king | 4 |
| 3 | c8 white pawn · e8 black king · b7 white rook · d4 white king | c8 white pawn · e8 black king · b7 white rook · d4 white king | c8 white pawn · e8 black king · b7 white rook · d4 white king | c8 white pawn · e8 black king · b7 white rook · d4 white king | c8 white pawn · e8 black king · b7 white rook · d4 white king | c8 white pawn · e8 black king · b7 white rook · d4 white king | c8 white pawn · e8 black king · b7 white rook · d4 white king | c8 white pawn · e8 black king · b7 white rook · d4 white king | 3 |
| 2 | c8 white pawn · e8 black king · b7 white rook · d4 white king | c8 white pawn · e8 black king · b7 white rook · d4 white king | c8 white pawn · e8 black king · b7 white rook · d4 white king | c8 white pawn · e8 black king · b7 white rook · d4 white king | c8 white pawn · e8 black king · b7 white rook · d4 white king | c8 white pawn · e8 black king · b7 white rook · d4 white king | c8 white pawn · e8 black king · b7 white rook · d4 white king | c8 white pawn · e8 black king · b7 white rook · d4 white king | 2 |
| 1 | c8 white pawn · e8 black king · b7 white rook · d4 white king | c8 white pawn · e8 black king · b7 white rook · d4 white king | c8 white pawn · e8 black king · b7 white rook · d4 white king | c8 white pawn · e8 black king · b7 white rook · d4 white king | c8 white pawn · e8 black king · b7 white rook · d4 white king | c8 white pawn · e8 black king · b7 white rook · d4 white king | c8 white pawn · e8 black king · b7 white rook · d4 white king | c8 white pawn · e8 black king · b7 white rook · d4 white king | 1 |
|   | a                                                             | b                                                             | c                                                             | d                                                             | e                                                             | f                                                             | g                                                             | h                                                             |   |

|   | a                                             | b                                             | c                                             | d                                             | e                                             | f                                             | g                                             | h                                             |   |
| 8 | e8 black king · b7 white rook · d4 white king | e8 black king · b7 white rook · d4 white king | e8 black king · b7 white rook · d4 white king | e8 black king · b7 white rook · d4 white king | e8 black king · b7 white rook · d4 white king | e8 black king · b7 white rook · d4 white king | e8 black king · b7 white rook · d4 white king | e8 black king · b7 white rook · d4 white king | 8 |
| 7 | e8 black king · b7 white rook · d4 white king | e8 black king · b7 white rook · d4 white king | e8 black king · b7 white rook · d4 white king | e8 black king · b7 white rook · d4 white king | e8 black king · b7 white rook · d4 white king | e8 black king · b7 white rook · d4 white king | e8 black king · b7 white rook · d4 white king | e8 black king · b7 white rook · d4 white king | 7 |
| 6 | e8 black king · b7 white rook · d4 white king | e8 black king · b7 white rook · d4 white king | e8 black king · b7 white rook · d4 white king | e8 black king · b7 white rook · d4 white king | e8 black king · b7 white rook · d4 white king | e8 black king · b7 white rook · d4 white king | e8 black king · b7 white rook · d4 white king | e8 black king · b7 white rook · d4 white king | 6 |
| 5 | e8 black king · b7 white rook · d4 white king | e8 black king · b7 white rook · d4 white king | e8 black king · b7 white rook · d4 white king | e8 black king · b7 white rook · d4 white king | e8 black king · b7 white rook · d4 white king | e8 black king · b7 white rook · d4 white king | e8 black king · b7 white rook · d4 white king | e8 black king · b7 white rook · d4 white king | 5 |
| 4 | e8 black king · b7 white rook · d4 white king | e8 black king · b7 white rook · d4 white king | e8 black king · b7 white rook · d4 white king | e8 black king · b7 white rook · d4 white king | e8 black king · b7 white rook · d4 white king | e8 black king · b7 white rook · d4 white king | e8 black king · b7 white rook · d4 white king | e8 black king · b7 white rook · d4 white king | 4 |
| 3 | e8 black king · b7 white rook · d4 white king | e8 black king · b7 white rook · d4 white king | e8 black king · b7 white rook · d4 white king | e8 black king · b7 white rook · d4 white king | e8 black king · b7 white rook · d4 white king | e8 black king · b7 white rook · d4 white king | e8 black king · b7 white rook · d4 white king | e8 black king · b7 white rook · d4 white king | 3 |
| 2 | e8 black king · b7 white rook · d4 white king | e8 black king · b7 white rook · d4 white king | e8 black king · b7 white rook · d4 white king | e8 black king · b7 white rook · d4 white king | e8 black king · b7 white rook · d4 white king | e8 black king · b7 white rook · d4 white king | e8 black king · b7 white rook · d4 white king | e8 black king · b7 white rook · d4 white king | 2 |
| 1 | e8 black king · b7 white rook · d4 white king | e8 black king · b7 white rook · d4 white king | e8 black king · b7 white rook · d4 white king | e8 black king · b7 white rook · d4 white king | e8 black king · b7 white rook · d4 white king | e8 black king · b7 white rook · d4 white king | e8 black king · b7 white rook · d4 white king | e8 black king · b7 white rook · d4 white king | 1 |
|   | a                                             | b                                             | c                                             | d                                             | e                                             | f                                             | g                                             | h                                             |   |

|   | a                                                             | b                                                             | c                                                             | d                                                             | e                                                             | f                                                             | g                                                             | h                                                             |   |
| 8 | c8 white rook · e8 black king · b7 white rook · d4 white king | c8 white rook · e8 black king · b7 white rook · d4 white king | c8 white rook · e8 black king · b7 white rook · d4 white king | c8 white rook · e8 black king · b7 white rook · d4 white king | c8 white rook · e8 black king · b7 white rook · d4 white king | c8 white rook · e8 black king · b7 white rook · d4 white king | c8 white rook · e8 black king · b7 white rook · d4 white king | c8 white rook · e8 black king · b7 white rook · d4 white king | 8 |
| 7 | c8 white rook · e8 black king · b7 white rook · d4 white king | c8 white rook · e8 black king · b7 white rook · d4 white king | c8 white rook · e8 black king · b7 white rook · d4 white king | c8 white rook · e8 black king · b7 white rook · d4 white king | c8 white rook · e8 black king · b7 white rook · d4 white king | c8 white rook · e8 black king · b7 white rook · d4 white king | c8 white rook · e8 black king · b7 white rook · d4 white king | c8 white rook · e8 black king · b7 white rook · d4 white king | 7 |
| 6 | c8 white rook · e8 black king · b7 white rook · d4 white king | c8 white rook · e8 black king · b7 white rook · d4 white king | c8 white rook · e8 black king · b7 white rook · d4 white king | c8 white rook · e8 black king · b7 white rook · d4 white king | c8 white rook · e8 black king · b7 white rook · d4 white king | c8 white rook · e8 black king · b7 white rook · d4 white king | c8 white rook · e8 black king · b7 white rook · d4 white king | c8 white rook · e8 black king · b7 white rook · d4 white king | 6 |
| 5 | c8 white rook · e8 black king · b7 white rook · d4 white king | c8 white rook · e8 black king · b7 white rook · d4 white king | c8 white rook · e8 black king · b7 white rook · d4 white king | c8 white rook · e8 black king · b7 white rook · d4 white king | c8 white rook · e8 black king · b7 white rook · d4 white king | c8 white rook · e8 black king · b7 white rook · d4 white king | c8 white rook · e8 black king · b7 white rook · d4 white king | c8 white rook · e8 black king · b7 white rook · d4 white king | 5 |
| 4 | c8 white rook · e8 black king · b7 white rook · d4 white king | c8 white rook · e8 black king · b7 white rook · d4 white king | c8 white rook · e8 black king · b7 white rook · d4 white king | c8 white rook · e8 black king · b7 white rook · d4 white king | c8 white rook · e8 black king · b7 white rook · d4 white king | c8 white rook · e8 black king · b7 white rook · d4 white king | c8 white rook · e8 black king · b7 white rook · d4 white king | c8 white rook · e8 black king · b7 white rook · d4 white king | 4 |
| 3 | c8 white rook · e8 black king · b7 white rook · d4 white king | c8 white rook · e8 black king · b7 white rook · d4 white king | c8 white rook · e8 black king · b7 white rook · d4 white king | c8 white rook · e8 black king · b7 white rook · d4 white king | c8 white rook · e8 black king · b7 white rook · d4 white king | c8 white rook · e8 black king · b7 white rook · d4 white king | c8 white rook · e8 black king · b7 white rook · d4 white king | c8 white rook · e8 black king · b7 white rook · d4 white king | 3 |
| 2 | c8 white rook · e8 black king · b7 white rook · d4 white king | c8 white rook · e8 black king · b7 white rook · d4 white king | c8 white rook · e8 black king · b7 white rook · d4 white king | c8 white rook · e8 black king · b7 white rook · d4 white king | c8 white rook · e8 black king · b7 white rook · d4 white king | c8 white rook · e8 black king · b7 white rook · d4 white king | c8 white rook · e8 black king · b7 white rook · d4 white king | c8 white rook · e8 black king · b7 white rook · d4 white king | 2 |
| 1 | c8 white rook · e8 black king · b7 white rook · d4 white king | c8 white rook · e8 black king · b7 white rook · d4 white king | c8 white rook · e8 black king · b7 white rook · d4 white king | c8 white rook · e8 black king · b7 white rook · d4 white king | c8 white rook · e8 black king · b7 white rook · d4 white king | c8 white rook · e8 black king · b7 white rook · d4 white king | c8 white rook · e8 black king · b7 white rook · d4 white king | c8 white rook · e8 black king · b7 white rook · d4 white king | 1 |
|   | a                                                             | b                                                             | c                                                             | d                                                             | e                                                             | f                                                             | g                                                             | h                                                             |   |